# سلام مربع للستات (فلم)
سلام مربع للستات فيلم مصري من إنتاج عام 2003.

## قصة الفيلم
يتطرق الفيلم لممارسات مافيا بعض الشركات الخاصة بجانب فكرة استغلال جمال المرأة وأناقتها للحصول على تعاقدات من رؤساء مجلس إدارة.

## بطولة
- يونس شلبي
- ميمي جمال
- ندى بسيوني
- خالد محمود
- سامي العدل
- حبيبة
- رضا إدريس
- غريب محمود
- صفوة
- مها صبري
- منير مكرم

## روابط خارجية
- مقالات تستعمل روابط فنية بلا صلة مع ويكي بيانات